# ألونزو رايت
ألونزو رايت هو سياسي كندي، ولد في 28 أبريل 1821 في غاتينو في كندا، وتوفي في 7 يناير 1894. انتخب عضو مجلس العموم الكندي.